# 피터팬: 후크 선장과 결투의 날
피터팬: 후크 선장과 결투의 날(Peter Pan: The Quest for the Never Book)은 2018년에 개봉한 아일랜드의 애니메이션 모험 영화이다.

## 줄거리
“우리들의 영원한 친구, 피터팬! 네버랜드를 구해줘!”
일 년 중 낮이 가장 긴 오늘은 네버랜드의 단 하루뿐인 축제가 벌어지는 날! 즐거운 하루를 계획하던 피터팬과 친구들 앞에 영원한 라이벌 후크 선장이 등장한다. 네버랜드의 알려지지 않은 위험한 비밀이 담긴 마법책을 손에 넣은 후크 선장은 피터팬과 웬디 일행을 점점 더 위험한 상황으로 몰아넣기 시작하는데…
과연 피터팬은 새로운 악당들의 등장으로 역대급 위험에 처한 네버랜드를 구할 수 있을까?

## 출연진

### 한국어
주연
- 장은숙 - 피터팬 역
- 안종덕 - 후크 역
- 장경희 - 팅커벨 역
- 이민하 - 웬디 역

조연
- 최원형 - 나레 / 출룬 역
- 박영화 - 자로 역
- 변종필 - 제이크소로우 / 인디언 추장 역
- 고성일 - 다간 역
- 한경화 - 마이클 / 마이어 역
- 이자옥 - 존 / 엄마 역

### 영어
- 마이클 돕슨
- 미쉘 크리버